# Takenoshin Nakai
Takenoshin Nakai (Japans: 中井猛之進,Nakai Takenoshin) (Gifu, 9 november 1882 – Tokio, 6 december 1952) was een Japans botanicus. Hij publiceerde talrijke werken over de flora van Korea. Van 1943 tot 1945 was hij directeur van 's Lands Plantentuin te Buitenzorg (in toenmalig Nederlands-Indië).
- Bibliothèque nationale de France: cb171537438 (data)
- Author citation (botany): Nakai
- CiNii: DA01892146
- Stuttgart Database of Scientific Illustrators 1450–1950: 4285
- Gemeinsame Normdatei: 1050035062
- International Standard Name Identifier: 0000 0000 8192 3800
- Library of Congress Control Number: n85357128
- Bibliotheek van het Japanse parlement: 00051333
- Nationale Bibliotheek van Tsjechië: uk2009305083
- Nederlandse Thesaurus van Auteursnamen: 215127625
- Réseau des bibliothèques de Suisse occidentale: 02-A003628195
- Système universitaire de documentation: 096120363
- Museum of New Zealand Te Papa Tongarewa: 50868
- Virtual International Authority File: 1471318
- WorldCat: E39PBJxt3DxWKyJMDQpxh3vGpP